# سید تاج‌الدین ابراهیم‌آباد (گنبد تاج)
سید تاج الدین ابراهیم‌آباد (گنبد تاج) مربوط به سدهٔ ۸ به بعد است و در شهرستان صدوق، روستای ابراهیم‌آباد واقع شده و این اثر در تاریخ ۱۵ آذر ۱۳۷۸ با شمارهٔ ثبت ۲۵۳۵ به‌عنوان یکی از آثار ملی ایران به ثبت رسیده است.